# Ercheia kebeae
Ercheia kebeae là một loài bướm đêm trong họ Noctuidae.